# Złotoryja (comune rurale)
Złotoryja è un comune rurale polacco del distretto di Złotoryja, nel voivodato della Bassa Slesia.
Ricopre una superficie di 145,07 km² e nel 2004 contava 7 037 abitanti.
Il capoluogo è Złotoryja, che non fa parte del territorio ma costituisce un comune a sé.